# Sistema antichoque Incabloc

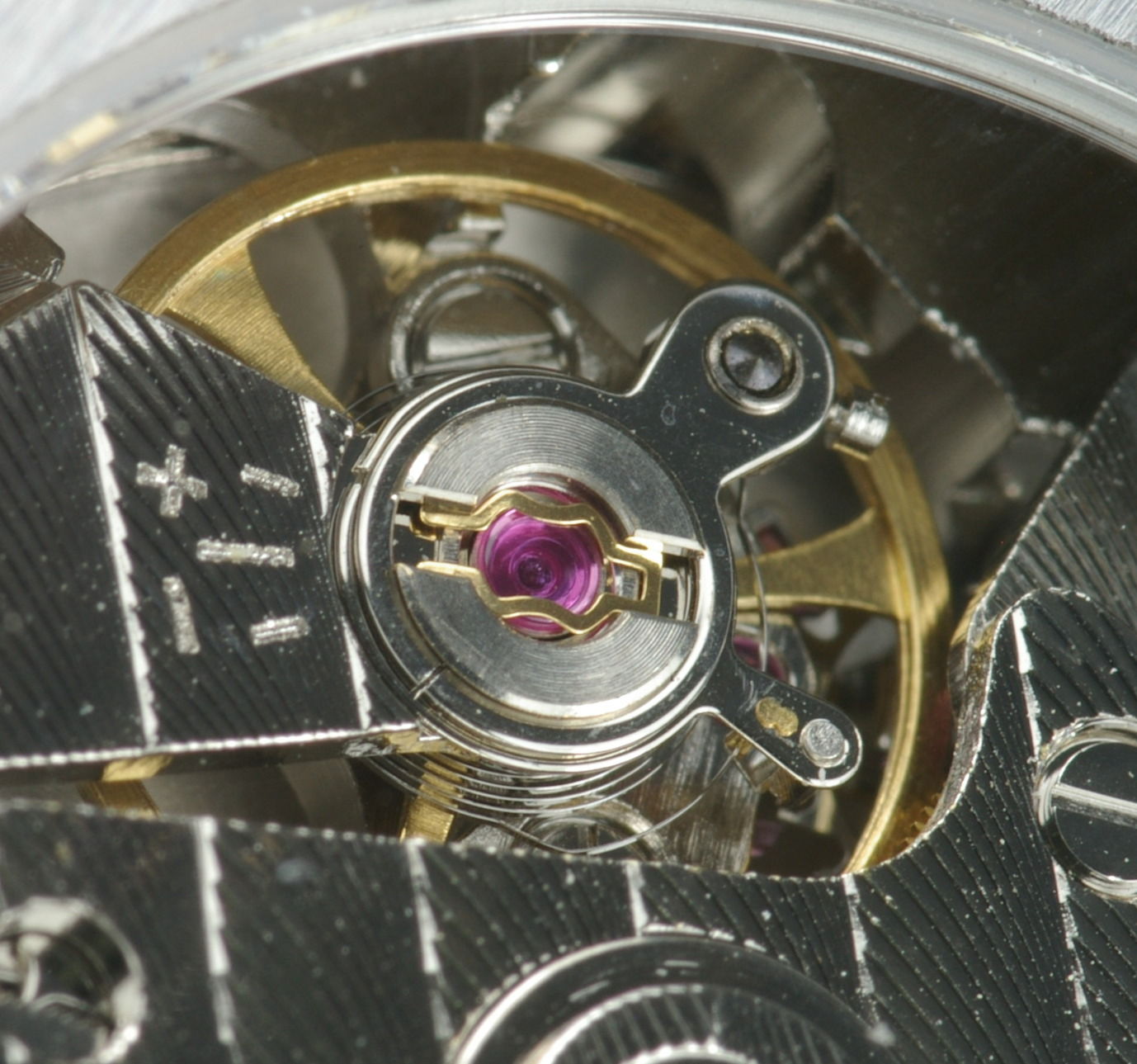
Cojinete de joya de un volante regulador, soportado por un muelle con forma de lira

El sistema de protección contra golpes Incabloc es el nombre comercial de un sistema de montaje provisto de muelles para proteger los cojinetes de joya que sostienen el volante regulador en un reloj mecánico, de forma que se reduce la posibilidad de que los delicados pivotes de la rueda se dañen si el reloj recibe un impacto físico, como en el caso de que se cayera al suelo.

## Historia
El sistema Incabloc fue inventado en 1934 por los ingenieros suizos Georges Braunschweig y Fritz Marti, de la empresa Universal Escapements, Ltd, de La Chaux-de-Fonds, Suiza. El sistema pasó a ser fabricado por Incabloc, S.A. Sistemas similares son el Etachoc de ETA SA, Kif, Diashock de Seiko y Parashock de Citizen.
Los pivotes y los cojinetes de rubí que sostienen el volante de un reloj son frágiles en comparación con la masa que deben soportar, y sin protección contra golpes son la parte del reloj con más probabilidades de dañarse por impacto. Antes del uso generalizado de dispositivos de protección contra golpes como el Incabloc, los ejes de volante rotos eran un tipo común de avería que requería la reparación de un reloj.
El sistema Incabloc utiliza un resorte en forma de "lira" para permitir que los delicados cojinetes se desplacen localmente de sus posiciones bajo el impacto, hasta que una zona de más sección del eje entra en contacto con la pieza terminal de metal resistente, de modo que los pivotes y los cojinetes no tengan que soportar la fuerza del impacto. Cuando el impacto termina, los resortes guían las piezas de regreso a sus posiciones originales. El eje en sí no se mueve en relación con el cojinete de la joya, sino que todo el cojinete se encuentra en un casquillo de metal que puede moverse libremente en la pieza terminal de metal, bajo el control del resorte. Algunos volantes modernos utilizan una disposición más simple, donde, aprovechando el bajo costo de los rubíes sintéticos modernos, una gran joya se mueve como su propio casquillo móvil.